# Giovanni Inzani
Giovanni Inzani (Parma, 2 agosto 1827 – Sant'Ilario d'Enza, 8 marzo 1902) è stato un chirurgo italiano.

## Biografia
Si laureò in medicina all'università di Parma all'età di 21 anni. L'anno successivo si unì al contingente parmigiano che partecipò alla battaglia di Novara, tra cui vi era anche Giovanni Rustici. Tornato a Parma, trovò l'università chiusa per ordine ducale. Andò prima a Firenze e poi a Parigi, dove ebbe modo di apprendere la tecnica  del microscopio e altre nuove metodologie di indagine clinica. Nel 1853 tornò a Parma, dove divenne assistente alla cattedra di chirurgia, tenuta dal prof. Gherardi.
Nel 1855 a Parma vi fu una grave epidemia di colera, che durò dalla primavera all'autunno e colpì soprattutto l'Oltretorrente, facendo 1.015 vittime, in prevalenza donne. A capo dei medici parmigiani che si prodigarono nelle cure vi fu Giovanni Inzani, presente giorno e notte all'ospedale e nelle infermerie che erano state approntate nel palazzo del Giardino e nel convento di San Cristoforo.
Nel 1858 fu nominato primario della Seconda Divisione di Chirurgia dell'Ospedale di Parma. L'anno successivo fu tra gli oltre 2000 volontari parmigiani che risposero all'appello di Garibaldi nella lotta contro gli Austriaci. Prese parte come ufficiale medico alla battaglia di San Martino . Rientrato a Parma, venne nominato professore di Anatomia umana. Pubblicò, col concorso dell'artista Corsini, un Atlante d'Anatomia.
Nel 1875 fu nominato direttore dell'ospedale di Parma, e fu per diversi anni preside della Facoltà di Medicina dell'università.
Ricevette molte onorificenze, tra cui quella di Cavaliere dell'Ordine della Corona d'Italia.
A Parma gli è intitolata una via dell'Oltretorrente che collega via Massimo d'Azeglio a via Imbriani.

## Opere
- Atlante d'Anatomia  (Parma, 1860)
- Compendio di anatomia descrittiva (Parma, 1864)
- Ricerche sulle terminazioni nervose (Parma, 1869)
- Intorno alla scoperta del fascio uncinato (in Archivio italiano per le Malattie nervose,  1893)